# Opération Jacana
Guerre d'Afghanistan
L'opération Jacana est la conséquence de l'opération Anaconda en Afghanistan (1-18 mars 2002). Elle se déroule dans les provinces de Paktia et de Ghost d'avril à juillet 2002. Menée par des forces spéciales britanniques, australiennes, américaines et norvégiennes, ses objectifs sont d'éliminer des groupes de talibans échappés de la vallée de Shahi après l'opération Anaconda et de détruire le matériel et les installations abandonnées.
L'opération Jacana se divise en quatre autres opérations : l'opération Ptarmigan, l'opération Snipe, l'opération Condor et l'opération Buzzard. Elle permet de capturer, selon la coalition, une centaine de mortiers, autant d'armes anti-char, des mines et des munitions ainsi que des milliers d'armes individuelles.
Quelques accrochages ont lieu notamment le 17 mai et les jours suivants, opposant Australiens puis Britanniques à un groupe de talibans. Une vingtaine de talibans en tout sont mis hors de combat selon l'OTAN (11 morts et 9 prisonniers).